# Coenonympha holli
Coenonympha holli är en fjärilsart som beskrevs av Charles Oberthür 1910. Coenonympha holli ingår i släktet Coenonympha och familjen praktfjärilar. Inga underarter finns listade i Catalogue of Life.